# Eodorcadion exaratum
Eodorcadion exaratum är en skalbaggsart. Eodorcadion exaratum ingår i släktet Eodorcadion och familjen långhorningar.

## Underarter
Arten delas in i följande underarter:
- E. e. argali
- E. e. exaratum